# Pál első levele a thesszalonikaiakhoz

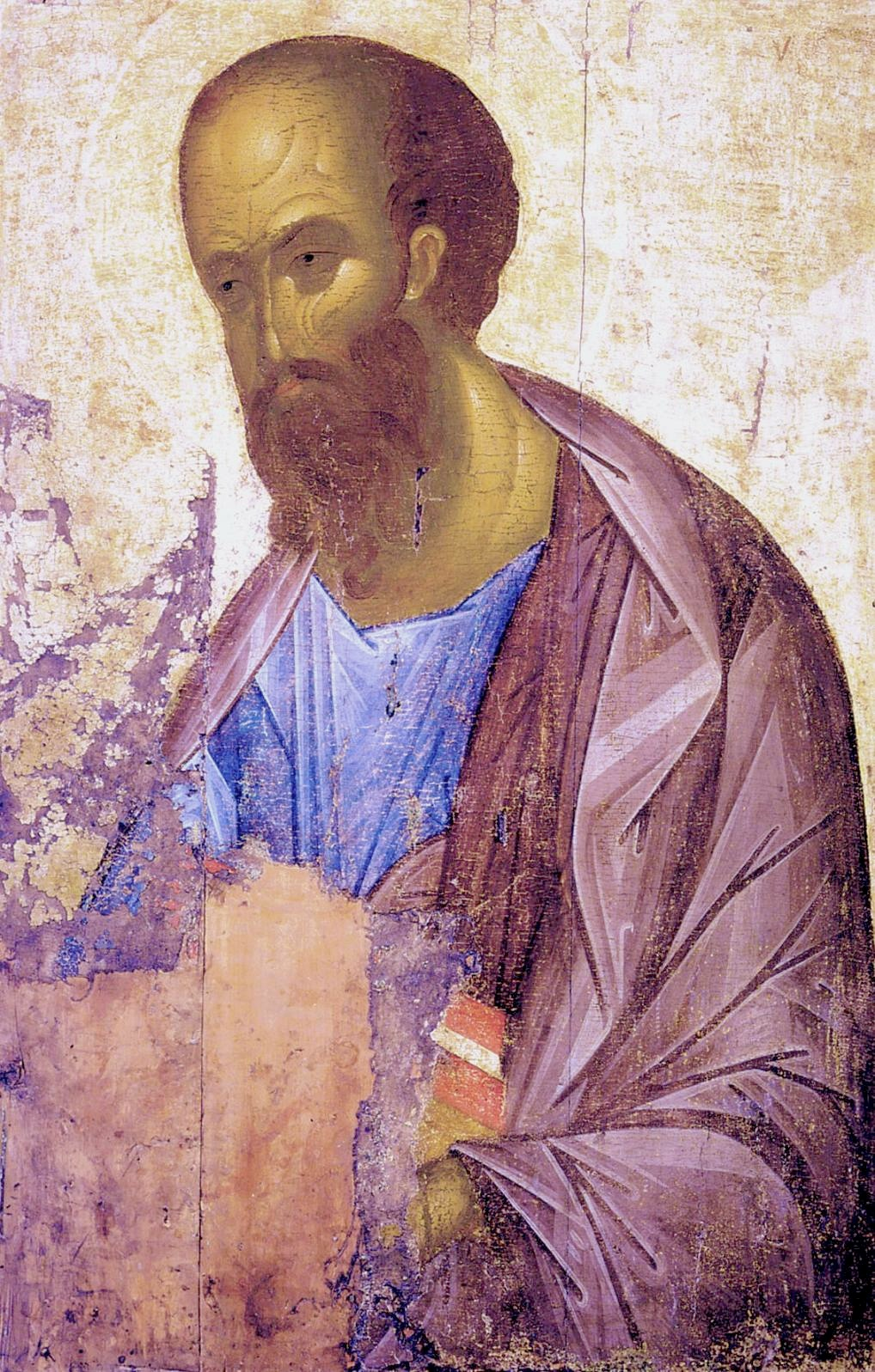
Andrej Rubljov: Szent Pál

Pál első levele a thesszalonikaiakhoz a Biblia újszövetségi részének egyik irata.
A tesszalonikaiakhoz írt első levél nagy valószínűség szerint Pál apostol levelei közül az első, amelyet Kr.u. 50-52 körül írt, ami által sokak szerint a legrégibb fennmaradt keresztény dokumentum. Pál apostol a levelet Korinthoszban írta, miután missziós társa, Timóteus visszatért Macedóniából, és elbeszélte a tesszalonikai egyházközösség körülményeit (ApCsel 18,1-5; 1Tessz 3,6). A levél legnagyobb része személyes természetű, a két utolsó fejezet kivételével, ahol mintegy mellékesen egy vitatott tanítást fejt ki. A levél fő üzenete: A keresztény örömhírnek hittel való elfogadása a megtértek életének teljes átalakulásához vezetett, ami egyben a zsidók és a pogányok értetlenségét, elutasítását és az üldözést is kiváltotta. Ez olyan helyzet azonban, amely lényegileg hozzátartozik a keresztény élethez. A Krisztus által elnyert szabadulás örömhíre nem más, mint Isten Szava, mely bizalmat, reményt, megszentelődést, új és igaz életmódot, testvériséget és szeretetet eredményez, és részesít a Feltámadott életéből. A keresztények tehát nyugodt bizalommal várhatják Krisztus eljövetelét és az eljövendő életet.

## A levél megírásának körülményei

### A szerző, a megírás helye és ideje

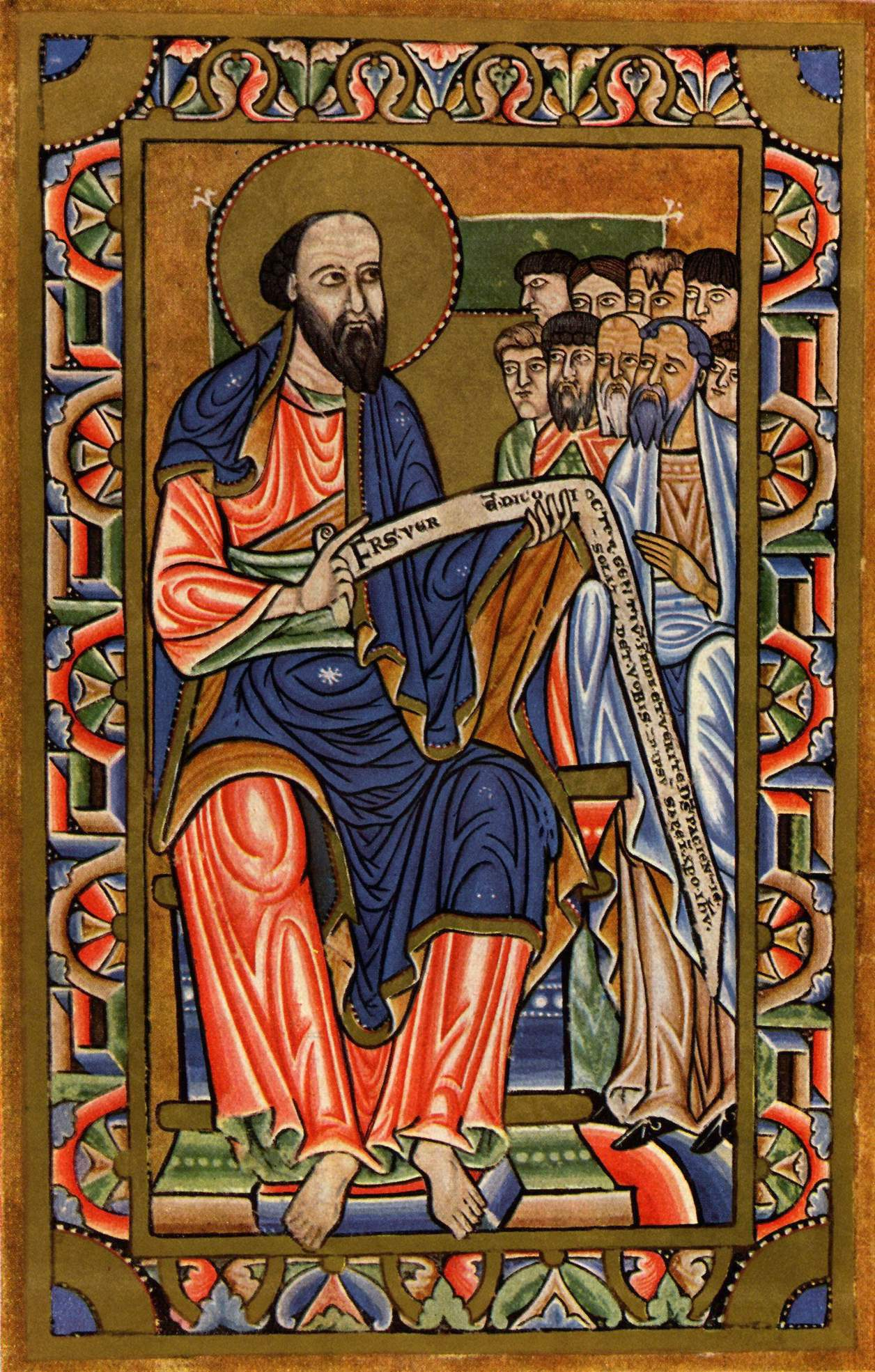
Szent Pál apostol és hallgatói

Az egyházatyák a legkorábbi időktől kezdve használták, valamint egyöntetűen Pál apostolnak tulajdonították a levelet.
A modern bibliakritika kétségbe vonta a Pál-i szerzőséget, illetve a levél egységét. A 19. század végén az úgynevezett tübingeni iskola (Ferdinand Christian Baur, G. Volkmar, C. F. Holsten), és R. Scott teljességgel tagadta a levél autenticitását, de jelenleg ezek a kételyek eloszlottak a bibliatudósok körében. Mások (pl. K.-G. Eckart, W. Schmithals, H.-M. Schenke, Rudolf Pesch) a levél egységével, vagy sértetlenségével nem értettek egyet, akik nézeteire W. G. Kümmel (1965) fogalmazott meg komoly ellenvetéseket. Ma általában csak a német területeken tartják magukat ezekhez a nézetekhez. Olyan kutatói vélemények is vannak, hogy a 2,13-16 – mivel erősen zsidóellenes hangvételű – egy későbbi betoldás eredménye. J. Coppens és G. E. Okeke világított rá arra, hogy ezen nézetek mögött elsősorban teológiai vagy ideológiai érvek állnak, mintsem történelmi vagy irodalmi értékűek. A levél autenticitása tehát a 20. század második harmadától kezdve már nem vitatott, így szerzőjének Pál apostol tartható, amit mind belső, mind külső érvek megfelelően alátámasztanak.
A címzésben Pál mellett Szilvánusz és Timóteus nevei is olvasható, és Lukács evangélista elbeszélése szerint is ez a három személy prédikált Tesszalonikában (ApCsel 17,4. 14). Azonban a fő szerző Pál, amit már az 1Tessz 2,18 sejtet, mert a többes számból itt egy félmondatra egyes szám lesz: „el akartunk menni hozzátok, én Pál ismételten is”. Pár sorral tovább aztán a „tulajdonképpeni szerző” azonossága egészen világossá válik, mert bár a többes számú alany megmarad, Timóteust nem zárja magába, hanem egyedül Pálra vonatkozik: „Ezért, mivel nem bírtuk tovább, elhatároztuk, hogy egyedül maradunk Athénben és elküldtük hozzátok Timóteus testvérünket.” Itt Pál érdekes módon úgy próbál a missziós „team” nevében, tehát „kollektív” módon beszélni, hogy közben világos: ő a missziós munkának egyszemélyes feje, és a levélben kifejeződő tekintély is személyéhez kapcsolódik.
A levél adataiból megállapítható, hogy Pál apostol Korinthoszban írta a levelet, közvetlenül azután, hogy megérkezett második missziós útja során a városba, azaz Kr. u. 50-ben vagy 51-ben, esetleg 52-ben.

### Általános helyzetkép
Kr. u. 51-ben a Római Birodalom császára Claudius volt, aki 41-től 54-ig uralkodott. Császársága alatt a birodalom a ‘Pax Romana’-t élvezte, bár a kezdetben tiszteletben tartott köztársasági intézményeket egyre jobban a tekintélyelvűség váltotta fel, mint hatalmi elv. A gazdasági élet, különösen a kereskedelem virágzott birodalom szerte. Szinte mindenütt hatalmas építkezések folytak, templomok, színházak és agórák születtek.
Átfogó, direkt módon történő keresztényüldözés ez idő tájt még nem volt. Elsősorban a zsidóság részéről keletkeztek keresztény-ellenes támadások, amik főleg Júdeában történtek. Kr. u. 44-ben tudunk egy jelentősebb üldözésről, amelyet a jeruzsálemi zsidó vezetők szítottak Krisztus első követői ellen, és a hagyomány tud még különböző üldöztetésekről, amelyeket azonban már a római hatóságok vezettek. Róma a keresztényeket egy felforgató, illegális mozgalomnak (szektának) tekintette, de túlzottan nem akart beleavatkozni ebbe a ‘zsidó ügybe’, hiszen a judaizmus egyik ágát látta benne. A zsidóság azonban már a kezdetektől, a 30-as évektől ellenségesen viseltetett a keresztényekkel szemben.
A keresztény egyház ebben az időben főleg Júdeában, Szamariában és Antióchia városában tevékenykedett. A hívők száma még csak pár ezer fő lehetett. Pál második missziós útjának kezdete előtt, melynek során Tesszalonikában is járt, Kr. u. 49-ben tartották meg a jeruzsálemi zsinatot, melyben végre tisztázták a pogánykeresztények helyzetét az Egyházban és kimondták a körülmetélés szükségtelenségét is. Itt hagyták jóvá Szent Pál működését is a pogányok között, és ismerték el mint apostolt.

### A címzettek

#### Tesszalonika

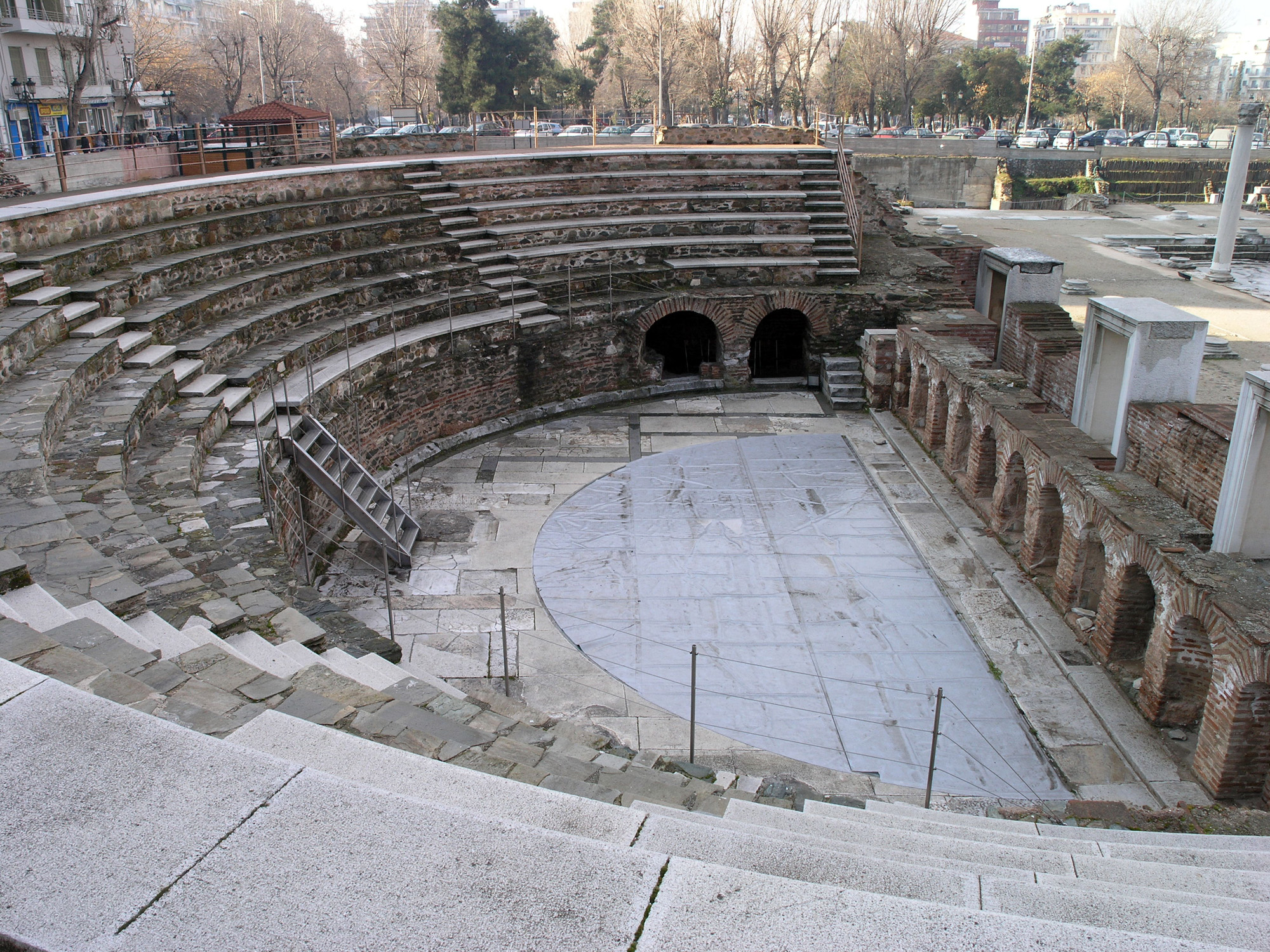
A thesszalonikai agóra

Az Égei-tenger partjain fekvő Tesszalonika (Thesszaloniki, Szaloniki) Macedónia tartomány székhelye volt. A város virágzó kereskedelemmel és forgalmas kikötővel rendelkezett. A Via Egnatia átvezetett a városon, ami az Adriai-tengert kötötte össze az ázsiai területekkel. Lakossága pár százezer lehetett. Őslakossága macedón görög volt, de az itt talált feliratok sokféle nemzetet említenek. Nagy számban lehettek itt zsidók is, akik zsinagógával rendelkeztek.
A várost a macedónok alapították Kr.e. 315-ben. Augustus császártól nyerte el a szabad városi (civitas libera) privilégiumot. A városnak szenátusa és népgyűlése is volt (ApCsel 17, 5.), magisztrátusait politarcháknak hívták (ApCsel 17, 8.). Ezen privilégiumok miatt minden bizonnyal hálásak voltak a római hatóságnak; tisztelték Róma istennőt és az isteni Augustust, valamint a szentélyek maradványaiból ítélve a keleti istenségeket is.

#### A közösség
Az Apostolok cselekedetei tanúsága szerint a városban a zsidók közül nem sokan tértek keresztény hitre, a Pál által alapított közösség csaknem kizárólag görög, azaz pogánykeresztény volt. Ezt a levél is alátámasztja, ahol a zsidókeresztény elem egyáltalán nem játszik szerepet, viszont a pogányságból való megtérést általánosnak veszi a címzetteknél. A levélből kiderül (2,14), hogy a fiatal keresztény közösséggel szemben a pogányok is elfogultak voltak. A keresztény igehirdetőket minden bizonnyal a számos korabeli pogány vándortanító közé sorolták. Ezek a tanítók, akik híveket toboroztak egy-egy új vallásnak, saját tekintélyükért és hasznukért fáradtak, ezért az emberek sarlatánoknak, szófacsaróknak, haszonlesőknek, csalóknak tartották őket. A régi szomszédok, ismerősök és barátok szerették volna betapasztani a repedést, amely a közösségben támadt barátaik, rokonaik, ismerőseik megtérése által. Pál a tesszaloniki és a jeruzsálemi keresztények sorsának összehasonlításával szemmel láthatóan feltételezi, hogy a jeruzsálemi zsidó vezetők a Római Birodalom egész területén arra ösztönzik a zsinagógai közösségek felelős vezetőit, hogy akadályozzák meg a keresztény misszionáriusok tevékenységét, állítsák meg a kereszténység térhódítását.
A keresztény közösség vezetőiről a levél címzésében nem esik szó (ellentétben Pál későbbi leveleivel), de az 5,12 alapján („becsüljétek meg azokat, akik fáradoznak közöttetek, akik elöljáróitok az Úrban”) biztos, hogy már itt is vezetőket bízott meg Pál a közösség irányítására.

### A levél megírásának körülményei és céljai
Pál apostol második missziós útján jutott el Filippi érintésével Tesszalonikába. Az ApCsel 17,1-17 szerint az apostol három szombaton át beszélt a zsinagógában, bizonyítva az írásokból, hogy Jézus a Messiás. Pálnak azonban a zsinagógában nem volt sikere. Igehirdetése elsősorban az ún. „istenfélőkre”, azaz a zsidó vallással szimpatizáló pogányokra volt hatással, akiknek sereges megtérése a zsidókban féltékenységet keltett. Csakhamar Pál és társai ellen szervezett tüntetés tört ki, és Pál szállásadóját, Jázont a városi vezetőség elé állították; Jázonnak gondoskodnia kellett, hogy Pál és munkatársa, Szilás elhagyja a várost.
Az Apostolok Cselekedeteinek ezen leírása azonban ellentmondásban áll Pál saját beszámolójával. Pál nem említi a zsinagógát a levelében, és nem említi a zsidókat sem a keresztény hitre áttértek, sem az ellenfelei között a városban. Azt írja, hogy a város keresztényei korábban pogányok voltak, akiket ő győzött meg, hogy forduljanak el a "bálványoktól Istenhez, hogy az élő és igaz Istennek" szolgáljanak (1Thessz 1:9). Tehát az áttértek nem zsidók és nem "istenfélők" voltak. Az Apostolok Cselekedeteivel való ellentmondásra magyarázat lehet, hogy Lukács tudott Pál thesszalonikai tartózkodásáról, de nem tudta sem azt, hogy hol prédikált Pál, sem azt, hogy kiknek.

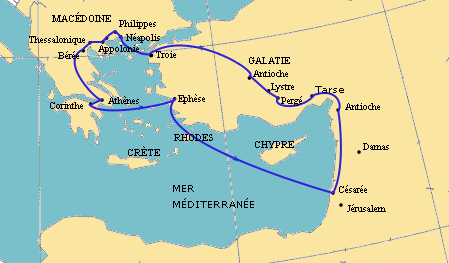
Pál második missziós útja

A levél röviddel, talán csak néhány hónappal, Pál ottani működése után kelt. Az apostol a levélben maga is elmondja, hogy miután Tesszalonikából eltávozott, Athénbe ment, ahonnan visszaküldte Timóteust, a későbbi efezusi püspököt, hogy hírt kapjon általa a tesszalonikai közösség helyzetéről (1Tessz 3,2). Timóteus később az apostol után ment, aki időközben Korinthoszba ért, és beszámolt az ott történtekről, a hívők hitéről, buzgóságáról és hűségéről, valamint néhány problémáról is. Pál azonnal tisztázni akarta a helyzetet, de mivel személyesen nem tudott visszamenni a városba, Timóteusra bízott egy levelet, hogy vigye el nekik. Az apostol nyilvánvalóan azért küldi levelét, hogy a tesszalonikai híveket a zaklatások közepette megerősítse a hitben, és személyes kapcsolatát velük még szorosabbra fűzze, s hogy általában kifejezze azt a mély és maradéktalan örömet, amit a városban kialakult keresztény csoport hűsége és jósága táplál benne. Az első fejezetek mutatják, hogy ez az első apostoli levél mindenképpen Pál jelenlétét akarja pótolni. Pál ezenkívül egy neki – akár szóban, akár írásban – feltett kérdésre is válaszol. A 4,13-18 rövid feleletben válaszol azok aggodalmaskodására, akik attól tartanak, hogy az elhunyt testvérek – akik a földön nem érik meg az Úr második eljövetelét, a parúziát – nem jutnak be az örök dicsőségre. A páli szöveg túl rövid ahhoz, hogy pontosan lássuk, mi adott okot Pál prédikációjában erre a félreértésre.
Timóteus felolvasta a levelet Tesszalonikában az istentiszteleten. Mivel megőrizték a közösség irattárában, és másolatokat is készítettek róla más keresztény közösségek részére, fennmaradt az utókor számára, tanúsítva azt a tevékenységet, amelyet Pál apostol és munkatársai fejtettek ki, hogy megvessék az európai kereszténység alapjait.

## A levél felépítése és tartalma

### Szerkezet

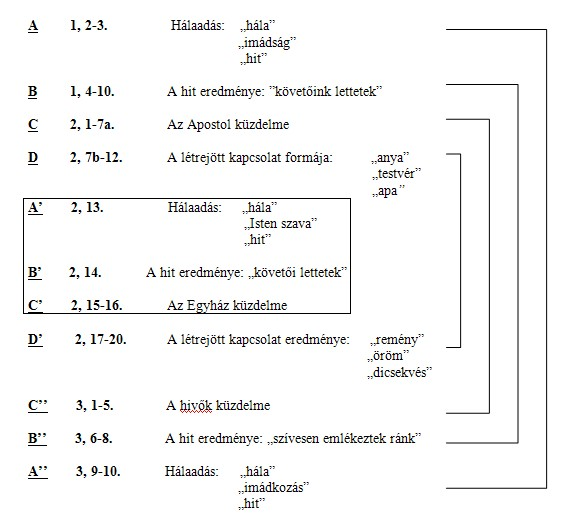
A tesszalonikaiakhoz írt első levél retorikai analízise.

Üdvözlés és hálaadás (1,1-3,13)
Az első hálaadás. Az evangélium gyümölcsei Tesszalonikában. A zsidók rágalmainak cáfolata. Pál és kísérőinek gyengéd szeretete a hívekhez. (1,2-2,12)
A második hálaadás. Az üdvösség gyümölcsei miatt érik őket az üldözések. A zsidók akadályozzák az evangelizációt. Emiatt Pál nem tud visszatérni a közösséghez, de Timóteus elküldte, aki jó hírekkel tért vissza. (2,13-3,13)
Buzdítás (4,1-12)
Tisztaságra (4,1-8)
Szeretetre (4,9-12)
A végső dolgok (4,13-5,11)
Az apokaliptikus titok első része: Krisztus eljövetele, az elhunytak sorsa. (4,13-18)
Az apokaliptikus titok második része: Krisztus eljövetelének várása. Éberség, egység, az Egyház építése. (5,1-11)
További tanácsok a közösségi életre (5,12-22)
Felhívás a rendre, és a vezetők iránti tiszteletre (5,12-13)
Felhívás különféle feladatokra (5,14-22)
Befejező kívánságok és üdvözletek (5,23-28)

### Irodalmi sajátosságok
Pál apostol mindegyik levelének két fő része van: a terjedelmes tanító rész, és viszonylag gazdag buzdító rész. E két fő rész megtalálható már az 1. Tesszaloniki levélben is, bár itt a későbbi levelekhez képest aránylag sok helyet foglal el a visszatekintés a levél megírásának előzményeire. Itt a tanítás csekély terjedelmű, inkább a személyes közlemények és a buzdítások, intelmek foglalják el a legtöbb helyet. A rövid tanító részben sem bontakozik még ki Pál apostol igazi stílusa: néhány tekintélyi közlést, rövid kifejtést találunk, és hiányoznak a képek, a hasonlatok, a terjedelmes és részletes logikai és ószövetségi igazolás. Mindezek miatt, elsősorban a német biblikus irodalomban, sokan nem tekintik a levelet irodalmi alkotásnak (legalábbis különös művészi gonddal készült alkotások értelmében nem), hanem levélként csak „a keresztény irodalmi alkotásnak egy kísérlete”, és kívánatosabb lenne nem „nyílt levélnek”, azaz „episztolának”, hanem a személyes magánlevél egy fajtájának tekinteni, ami a levelezés egy lényegében ad hoc megnyilvánulása. Ezzel szemben mások valódi apostoli levélnek tekintik, csak a kevés elméleti rész hiánya miatt nem tanító, hanem inkább buzdító levélnek (A. J. Malherbe). Ugyanis a személyes közlemények nem puszta adatok, hanem ezeknek is apostoli, tanító, buzdító célja van. Miközben Pál visszaemlékezik a közösen átélt eseményekre, arra törekszik, hogy ezzel is megerősítse a híveket a hitben, és a közöttük fennálló jó kapcsolatot is tovább mélyítse. Tehát tekintélyi közléseket, tekintélyi tanítást és buzdítást tartalmaz egy általa megtérített keresztény közösségnek, de a lehető legszemélyesebben szól, és ismételten saját egyéni érzéseit fejezi ki. A behatóbb vizsgálatok általában arra a következtetésre jutnak, hogy a magán és nyílt levél között éles határvonal meghúzása a páli levelek esetében többnyire lehetetlen.

## A levél jelentősége

### Egyháztörténeti emlék
Az első tesszalonikai levél korai időpontjának köszönhetően, amelyet minden bibliatudós elismer, kiemelkedő jelentőségű tanúbizonyságot szolgáltat a korai keresztény közösségek életéről, illetve Pál apostolról, akiknek életéből, tevékenységéről, környezetéről máshol meg nem található információkat tartalmaz. Közvetve közelebbről megismerhető belőle Pál apostol gazdag, sokrétű egyénisége, hogy az apostol tudatosan személyes kapcsolatokra, érzésekre is épített; ezt is felhasználta a kereszténység terjedésének előmozdítása érdekében.
Értesülünk a levélből arról is, hogy már kezdetektől állandó ellenségeskedés, gáncsoskodás kísérte Pál apostol működését, s hogy a zsidók Damaszkusztól kezdve (ApCsel 9,23) mindvégig azon voltak, hogy megöljék, de legalábbis ellehetetlenítsék tevékenységét. A vádjaik személyeskedő jellegűek voltak: önzéssel és kapzsisággal vádolták, hogy emiatt szerez magának híveket. Támadások érték a tesszalonikai híveket is, akiket viszont a nem-keresztény pogányok zaklattak. Azonban az, hogy miből állt ez a zaklatás, nem derül ki Pál leveléből.

#### A levél és az Apostolok cselekedetei
Néhány bibliakutató szerint a levél arra ad bizonyságot, hogy az Apostolok cselekedetei nem ad teljes vagy pontos történeti leírást Pál apostol tesszalonikai működéséről. Szerintük hihetetlen Lukács elbeszélése, hogy Pál apostol három hetes működése alatt olyan intenzitású szeretetkapcsolat alakult volna ki, mint amilyenre a levélből következtethetünk. Emellett azt mondják, hogy Pál levele nem támasztja alá azt a nézetet, hogy Jézus a Messiás állt prédikációjának a középpontjában. Más kutatók (pl. Farkasfalvy Dénes) rávilágítanak arra, hogy akik a Messiás témát az első tesszalonikai levélben hiába keresik és ezért Lukács „sematikus” vagy „stilizált” elbeszélését hibáztatják, téves feltételezésből indulnak ki. Pál zsinagógai beszéde Tesszalonikában sikertelen volt. A „szenvedő Messiásról” itt beszélt. Azonban akikhez a levél szól, nem a zsinagógában előadott beszéde alapján tértek meg, hanem csak azok utáni működésével ért el eredményt, éspedig elsősorban nem-zsidók körében. Lukács csak azt mondja, hogy a zsinagógában három szombaton keresztül prédikált, de rögtön hozzáteszi, hogy az „istenfélő görögök” alkották a megtért keresztények nagy részét. Tehát a zsinagógai beszédei közben és után még a pogányok között lehetett. Egy másik különbségként szokták említeni, hogy az ApCsel 17,10-15 szerint Pál Tesszalonikából Bereába, onnan Athénbe ment, de Szilvánuszt és Timóteust Bereában hagyta, míg Pál úgy tűnik azt írja, hogy Timóteust Athénból küldte vissza (1Tessz 3,1-2).

### Teológiatörténeti és bibliakritikai jelentőség

#### A hagyományok átvétele
Pál apostol már legelső levelében hagyományos anyagot használ fel, különösen a hitvallási formulák tekintetében. Pál levele a legrégebbi bizonyítékául szolgál annak, hogy az első keresztények számára Krisztus keresztje és feltámadása alapvetően fontos. Pál szerint: „hisszük, hogy meghalt és föltámadt” (4,14), – ez a hitvallások nyelve, Pál itt idéz, tehát hitvallási „formulát” használ. Kr. u. 50-ben, kevesebb mint 20 évvel Jézus felfeszítése után, ez a keresztény hit megfogalmazása dióhéjban (vö. még 1,9-10; 5,10).
Pál az eszkatologikus témát az „Úr tanítására” alapozza. Itt a legszembetűnőbb párhuzamokat Máté eszkatologikus beszéde (Mt 24-25) szolgáltatja.
| 1Tessz                                                                       | Mt |
| ---------------------------------------------------------------------------- | --- |
| Mi élők, akik az Úr eljöveteléig megmaradunk (4,15; vö.: 4,17).              | Nem múlik el e nemzedék, amíg mindez be nem következik (Mt 24,35).                                                  |
| Ami az időt és órát illeti, testvérek, arról szükségtelen írnom (5,1).       | Azt a napot és azt az órát azonban senki sem ismeri (24,36).                                                        |
| Hiszen magatok is tudjátok, hogy az Úr úgy jön el mint éjjel a tolvaj (5,2). | Ha tudná a házigazda, mikor jön a tolvaj, bizonyára virrasztana (24,43).                                            |
| Ne is aludjunk hát, hanem legyünk éberek és józanok. (5,6).                  | Valamennyi elálmosodott és elaludt (25,5). Virrasszatok tehát, mert nem ismeritek sem a napot, sem az órát (25,13). |

Az „Úr tanításának” Mt 24-re való vonatkoztatása nem újkeletű. Akik azonban Máté evangéliumának eredetét (azért, hogy Márktól és az úgynevezett Q forrástól függjön) a század utolsó 15 évére teszik, ebben nem tudnak egyet érteni. A fenti anyag önmagában nem elégséges annak bizonyítására, hogy a Máté evangélium akárcsak részleteiben is, már írásban Pál rendelkezésére állt volna, annyi azonban állítható, hogy Pál hiteles forrásokból szerezte a Jézus-hagyomány anyagát, s ezt hűségesen átadta híveinek. A fenti párhuzamok azt is mutatják, hogy Pál az „Úr tanításáról” behatóan prédikált, hiszen most, amikor hívei egy részletkérdésre visszakérdeznek, emlékezteti őket arra, amit tanított, vázlatosan összefoglalva a parúziáról szóló jézusi tanítást.

#### A parúziáról szóló tanítás
A 20. században a legtöbb vita a levél kapcsán a végidőről szóló eszkatologikus szakaszokról folyt (4,13-18; 5,1-11). Egyrészről a fundamentalista bibliamagyarázók szó szerinti értelmezése, illetve az apokaliptikus nyelvezetet figyelembevevő, s ezért a szakaszt szimbolikusan értelmező bibliatudósok között támadt polémia. Másrészt a liberális bibliakritika ezekre a szakaszokra építette fel azt a felfogást, hogy az első keresztény nemzedék történelmi távlat nélkül a küszöbön álló parúziára alapította életét. Szerintük Pál szavai („mi, akik élünk, és megmaradunk az Úr eljöveteléig” 4,15) azt mutatják, hogy azt tanította: Krisztus még az ő életében el fog jönni. Az 1. század keresztény „dogmafejlődését”, főleg a krisztológia és az egyháztan alakulását, az elmaradt parúzia okozta csalódásra próbálták visszavezetni. Ez arra is vezetett, hogy néhányan feltegyék a kérdést, hogy ha Pál tévedett abban, hogy Krisztus mikor fog eljönni, akkor hogyan lehet az Újszövetség sugalmazott, azaz tévedhetetlen? 1915-ben a katolikus egyházban a Pápai Biblikus Bizottság azt a döntést hozta (amit XV. Benedek pápa erősített meg), hogy a katolikus szentírás-magyarázók nem állíthatják, hogy a páli levelekben tévedés van, valamint, hogy a 4,15-17-ben a közeli parúziáról van szó Ezt a véleményt aztán több bibliatudós is megerősítette. Szerintük a jelzett szakasz nyilvánvalóan a tesszalonikai hívek kérdésére felel. A felelet feltételezi a kérdést, amelyet azok feltettek, de az nem maradt ránk. Hogy a feleletet megértsük, ahhoz először is a kérdést kell rekonstruálni. Mivel valószínűsíthető, hogy a hívek nem egy absztrakt kérdést tettek fel, hanem azt a valós helyzet szülte, azaz valóban elhunytak némelyek Pál ottléte után, s nem tudták, hogy ők vajon osztoznak-e a parúzia örömében. A kérdés tehát így hangozhatott el: „Ha most a közeljövőben az Úr eljönne, vajon azok, akik elhaláloztak, ugyanúgy részesednének-e a parúzia boldogságában, mint mi, akik még életben vagyunk?” Pál tehát a kérdést úgy kezeli, ahogy feltették. Amikor azt mondja: „mi, akik életben vagyunk” (hémeis zóntes), nem azt jelenti ki, hogy saját maga a parúziáig életben marad, hanem megismétli a kérdésfeltevés szövegét. Ezért is fontos, hogy hangsúlyozza azt, amit az evangéliumokban a Jézus-hagyomány ősi rétegeihez tartozik: a parúzia idejét senki nem tudja! Pál más levelei világosan vallják, hogy saját halálával reális módon számol és szembenéz, tehát a parúziáig való életben maradását sosem látta biztosítva. A kérdés eldöntésében jelentős az is, hogy Pál második levelét a tesszalonikaiakhoz hitelesnek tartja-e vagy pedig egy páli tanítvány szerzőségét vallja a század végén. Ugyanis ez a levél tisztázza azt a félreértést, miszerint Krisztus várható időn belül visszatér.

## Lásd még
- Újszövetség
- Biblia
- Pál apostol